# Kota Batu
Kota Batu (pol. „Kamienny Fort”) – mukim w dystrykcie Brunei-Muara. Polityczne i handlowe centrum królestwa Brunei w XIV–XVII w. Współcześnie znajduje się tu stanowisko archeologiczne, na terenie którego zlokalizowane są Muzeum Brunei, Malajskie Muzeum Technologii oraz Narodowe Muzeum Morskie.

## Położenie
Kota Batu położone jest nad rzeką Sungai Brunei, niedaleko jej ujścia do Zatoki Brunei, ok. 5 km od Bandar Seri Begawan.

## Historia
Początki Brunei nie są do końca poznane. Wiadomo, że na Borneo istniało pre-islamskie królestwo znane Chinom jako Po-ni. Lokalizacja Po-ni nie jest jednoznacznie określona – Po-ni mogło leżeć niedaleko Kuching nad rzeką Sarawak lub nad rzeką Sungai Brunei w Kota Batu.
Kota Batu datowane jest na VIII–IX w. Badania archeologiczne wykazały, że Kota Batu było ośrodkiem handlu międzynarodowego od X w. do wieku XVII. Najszybszy rozwój Kota Batu przypada na drugą połowę XIV w. a jego „złoty wiek” na XV–XVI w.
Kota Batu było stolicą sułtanatu, założoną przez sułtana Szarifa Alego (panującego w latach 1425–1432). Wzniesiono tu, przy udziale robotników chińskich, pałac, meczet wraz ze szkołami. Za panowania sułtana Muhammada Hassana (panującego w latach 1582–1598) w Kota Batu znajdował się kompleks dwóch pałaców otoczonych murem. W okresie XIV–XVII w. Kota Batu pełniło funkcję politycznego i handlowego centrum królestwa. Do XXI w. zachowały się m.in. grobowce sułtanów Szarifa Alego i Bolkiaha (panującego w latach 1473–1521).
Współcześnie w Kota Batu znajduje się stanowisko archeologiczne, na terenie którego zlokalizowane są Muzeum Brunei, Malajskie Muzeum Technologii oraz Narodowe Muzeum Morskie. 

### Prace archeologiczne
W latach 1952–53 prace wykopaliskowe w Kota Batu prowadził brytyjski archeolog Tom Harrisson (1911–1976). Odkrył tu m.in. pozostałości prehistorycznych murów, platformę z laterytu pokrytą reliefami z motywami kosmologii hinduistycznej oraz przedmioty kamienne i ceramiczne z epoki chińskiej dynastii Tang.
W wyniku prac archeologicznych prowadzonych od 2010 roku odkryto fundamenty bramy miejskiej przypominającej tradycyjne bramy chińskie.